# بارتيني بيريف في في إيه -14
بارتيني بيريف في في إيه -14 (بالإنجليزية: Bartini Beriev VVA-14)‏ هي من صناعة بيريف. كان أول طيران لها في 1972.